# Kawasaki Ki-60
Kawasaki Ki-60 là một loại máy bay tiêm kích thử nghiệm của Nhật Bản trong Chiến tranh thế giới II.

## Tính năng kỹ chiến thuật (Ki-60)
Dữ liệu lấy từ Warplanes of the Second World War, Volume Three: Fighters;WW2 Aircraft Fact Files: Japanese Army Fighters, Part 1;Japanese Aircraft of the Pacific War
Đặc điểm tổng quát
- Kíp lái: 1
- Chiều dài: 8,40 m (27 ft 9,5 in)
- Sải cánh: 9,78 m (34 ft 5,5 in)
- Chiều cao: 2,75 m (9 ft 10 in)
- Diện tích cánh: 16,20 m² (mẫu thử đầu 15,9 m²) (174,376 ft² (171,15 ft²))
- Trọng lượng rỗng: 2.150 kg (4.740 lb)
- Trọng lượng có tải: 2.750 kg (mẫu thử đầu 2.890 kg) (6.063 lb (6.371 lb))
- Động cơ: 1 × Daimler-Benz DB 601, 875 kW (1.175 hp)

 Hiệu suất bay 
- Vận tốc cực đại: 560 km/h (348 mph) ở độ cao 4.500 mét (14.800 ft)
- Trần bay: 10.000 m (32.810 ft)
- Tải trên cánh: 169,8 kg/m² (34,8 lb/ft²)
- Công suất/trọng lượng: 3,14 kg/kW (2,34 kg/hp; 5,16 lb/hp)

Trang bị vũ khí

- 2x Pháo MG 151 20 mm
- 4x Súng máy Ho-103 12,7 mm (0.50 in)